# 鶴ケ谷東
鶴ケ谷東（つるがやひがし）は、宮城県仙台市宮城野区の町丁。郵便番号は983-0826。住民基本台帳に基づく人口は3,340人、世帯数は1,606世帯（2025年4月1日現在）。現行行政地名は鶴ケ谷東一丁目から鶴ケ谷東四丁目であり、全域で住居表示を実施している。

## 地理
鶴ケ谷の東隣に位置し、南から東にかけて燕沢・小鶴・燕沢東と、国道を挟み東から北にかけて岩切と接する。岩切との境界を国道4号仙台バイパスが走っており、商業施設が集まっている。広義には鶴ケ谷団地にも含まれる。
かつてこの地区は住居表示前の字名である佐野原や山崎西、菖蒲沢などと呼ばれ、それぞれ公園名や集会所名に名を残している。また、当地区の一部と岩切の一部を総称し菖蒲沢地区とする表現も見られる。

### 地名の由来
鶴ケ谷の東に位置することから名付けられた。

## 歴史

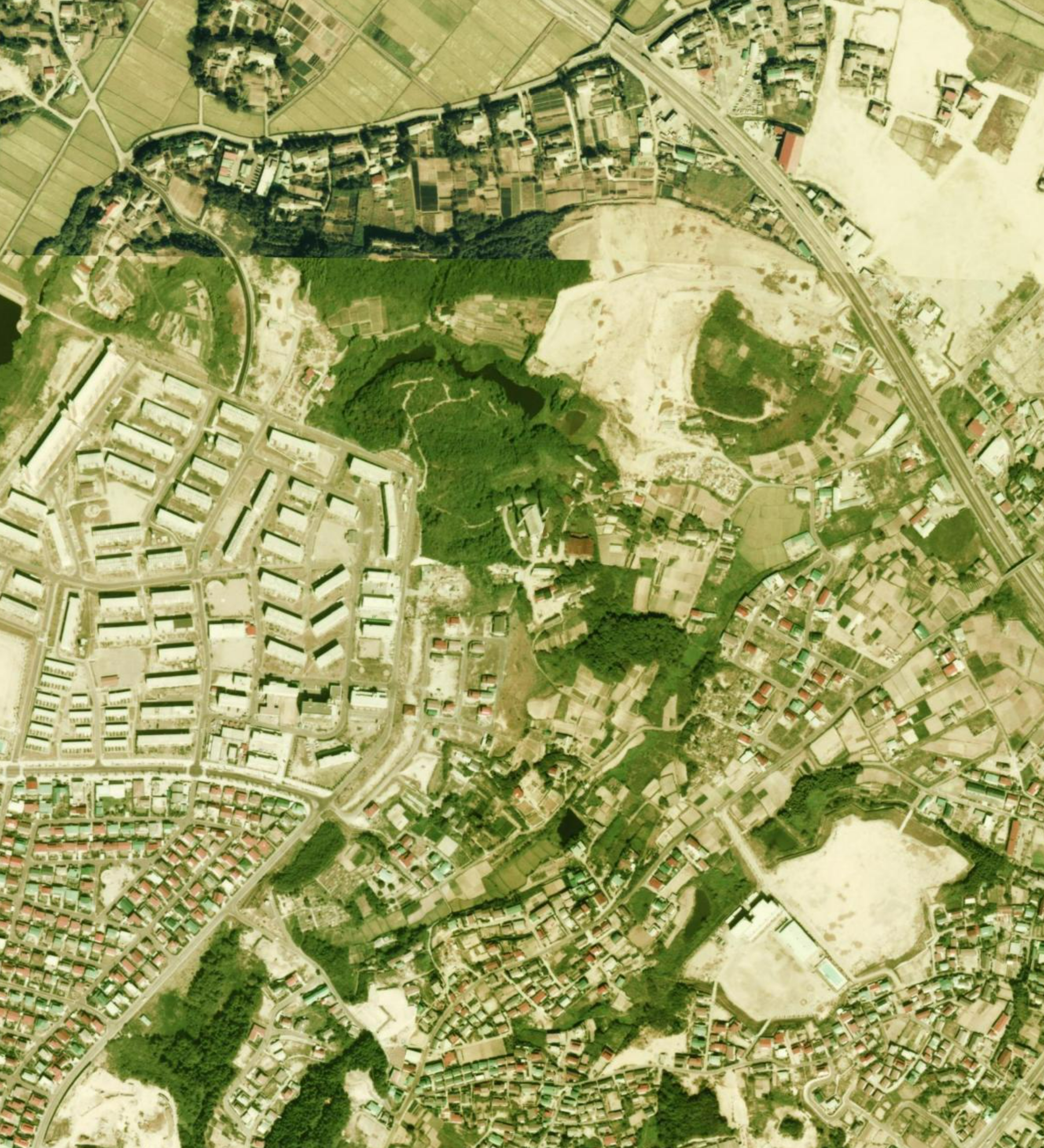
造成中の鶴ケ谷東（1975年9月11日）

### 近代まで
かつての鶴谷村の村社で地区内に鎮座する志賀神社は、南北朝時代の岩切城で起こった岩切城合戦で敗れた畠山親子に関係があるといわれている。なお、封内風土記によると神社の創建や祭神は不明とされている。
江戸時代まで鶴ケ谷東は陸奥国宮城郡鶴谷村、岩切村、燕沢村の各一部であった。

### 現代
1990年（平成2年）、鶴ケ谷東部地区で住居表示が施行され、鶴ケ谷東が誕生した。これにより旧鶴谷村ではない岩切（旧岩切村）や燕沢（旧燕沢村）の一部地域でも鶴ケ谷の名称を冠することになった。なお、同時に住居表示が施行された岩切でも鶴ケ谷字大樋が岩切三丁目になるなど変化が起こっている。

### 年表
- 1978年（昭和53年）3月22日 - 現在の鶴ケ谷東四丁目にある志賀神社のいちいの大木が仙台市の指定樹木に指定される[11]。
- 1990年（平成2年）7月2日 - 鶴ケ谷東部地域で住居表示が施行。鶴ケ谷東一丁目から鶴ケ谷東四丁目が誕生する[2]。
- 2018年（平成30年）10月22日 - 乗合交通の「のりあい・つばめ」（燕沢乗合交通）の試験運行が開始[12]。
- 2021年（令和3年）4月2日 - 「のりあい・つばめ」（燕沢乗合交通）の本格運行が開始[13]。

### 町名の変遷
町名の変遷は以下の通りとなる。
| 実施後         | 実施年月日   | 実施前（各町名ともその一部） | 実施前（各町名ともその一部） |
| -------------- | ------------ | ---------------------------- | ---------------------------- |
| 鶴ケ谷東一丁目 | 1990年7月2日 | 大字岩切                     | 字山崎西                     |
| 鶴ケ谷東一丁目 | 1990年7月2日 | 大字燕沢                     | 字案内沢北                   |
| 鶴ケ谷東一丁目 | 1990年7月2日 | 大字鶴ケ谷                   | 字東菖蒲沢                   |
| 鶴ケ谷東二丁目 | 1990年7月2日 | 大字岩切                     | 字山崎西                     |
| 鶴ケ谷東二丁目 | 1990年7月2日 | 大字岩切                     | 字菖蒲沢南                   |
| 鶴ケ谷東二丁目 | 1990年7月2日 | 大字鶴ケ谷                   | 字菖蒲沢                     |
| 鶴ケ谷東二丁目 | 1990年7月2日 | 大字鶴ケ谷                   | 字東菖蒲沢                   |
| 鶴ケ谷東三丁目 | 1990年7月2日 | 大字岩切                     | 字菖蒲沢西                   |
| 鶴ケ谷東三丁目 | 1990年7月2日 | 大字鶴ケ谷                   | 字菖蒲沢                     |
| 鶴ケ谷東三丁目 | 1990年7月2日 | 大字鶴ケ谷                   | 字佐野原                     |
| 鶴ケ谷東四丁目 | 1990年7月2日 | 大字鶴ケ谷                   | 字菖蒲沢                     |
| 鶴ケ谷東四丁目 | 1990年7月2日 | 大字鶴ケ谷                   | 字佐野原                     |
| 鶴ケ谷東四丁目 | 1990年7月2日 | 大字鶴ケ谷                   | 字山沢                       |

## 世帯数と人口
2025年（令和7年）4月1日現在の世帯数と人口は以下の通りである。
| 町丁           | 世帯      | 人口    |
| -------------- | --------- | ------- |
| 鶴ケ谷東一丁目 | 229世帯   | 483人   |
| 鶴ケ谷東二丁目 | 581世帯   | 1,216人 |
| 鶴ケ谷東三丁目 | 404世帯   | 856人   |
| 鶴ケ谷東四丁目 | 392世帯   | 785人   |
| 計             | 1,606世帯 | 3,340人 |

## 小・中学校の学区
小・中学校の学区は以下の通りとなる。括弧内は選択可能な学校を示す。
| 町丁           | 街区符号・住居番号         | 小学校       | 小学校         | 中学校     | 中学校         |
| -------------- | -------------------------- | ------------ | -------------- | ---------- | -------------- |
| 鶴ケ谷東一丁目 | 全域                       | 燕沢小学校   | なし           | 西山中学校 | なし           |
| 鶴ケ谷東二丁目 | 4番地～4番地の終わり       | 燕沢小学校   | なし           | 西山中学校 | なし           |
| 鶴ケ谷東二丁目 | 5番地7号～町名の終わり     | 燕沢小学校   | なし           | 西山中学校 | なし           |
| 鶴ケ谷東二丁目 | 1番地～3番地               | 鶴谷東小学校 | なし           | 西山中学校 | （鶴谷中学校） |
| 鶴ケ谷東二丁目 | 5番地1号～5番地6号         | 鶴谷東小学校 | なし           | 西山中学校 | （鶴谷中学校） |
| 鶴ケ谷東三丁目 | 全域                       | 燕沢小学校   | なし           | 西山中学校 | なし           |
| 鶴ケ谷東四丁目 | 3番地14号～3番地の終わり   | 燕沢小学校   | なし           | 西山中学校 | なし           |
| 鶴ケ谷東四丁目 | 22番地33号～22番地の終わり | 燕沢小学校   | なし           | 西山中学校 | なし           |
| 鶴ケ谷東四丁目 | 2番地2号～2番地7号         | 鶴谷東小学校 | なし           | 西山中学校 | なし           |
| 鶴ケ谷東四丁目 | 2番地9号～2番地15号        | 鶴谷東小学校 | なし           | 西山中学校 | なし           |
| 鶴ケ谷東四丁目 | 2番地17号～2番地の終わり   | 鶴谷東小学校 | なし           | 西山中学校 | なし           |
| 鶴ケ谷東四丁目 | 1番地～2番地1号            | 鶴谷東小学校 | なし           | 西山中学校 | （鶴谷中学校） |
| 鶴ケ谷東四丁目 | 2番地8号                   | 鶴谷東小学校 | なし           | 西山中学校 | （鶴谷中学校） |
| 鶴ケ谷東四丁目 | 2番地16号                  | 鶴谷東小学校 | なし           | 西山中学校 | （鶴谷中学校） |
| 鶴ケ谷東四丁目 | 4番地25号～6番地           | 鶴谷東小学校 | なし           | 西山中学校 | （鶴谷中学校） |
| 鶴ケ谷東四丁目 | 3番地1号～3番地2号         | 鶴谷東小学校 | なし           | 鶴谷中学校 | なし           |
| 鶴ケ谷東四丁目 | 4番地19号～4番地24号       | 鶴谷東小学校 | なし           | 鶴谷中学校 | なし           |
| 鶴ケ谷東四丁目 | 7番地～20番地の終わり      | 鶴谷東小学校 | なし           | 鶴谷中学校 | なし           |
| 鶴ケ谷東四丁目 | 3番地3号～3番地13号        | 鶴谷東小学校 | なし           | 鶴谷中学校 | （西山中学校） |
| 鶴ケ谷東四丁目 | 4番地1号～4番地18号        | 鶴谷東小学校 | なし           | 鶴谷中学校 | （西山中学校） |
| 鶴ケ谷東四丁目 | 21番地～22番地32号         | 鶴谷東小学校 | （燕沢小学校） | 鶴谷中学校 | なし           |

## 施設・名所・観光スポット

### 公共
- 鶴ヶ谷東一丁目公園（鶴ケ谷東一丁目13-30）
- 鶴ヶ谷東一丁目2号公園（鶴ケ谷東一丁目16-90外）
- 鶴ヶ谷東二丁目東公園（鶴ケ谷東二丁目4-110）
- 鶴ヶ谷南公園（鶴ケ谷東二丁目25）
- 鶴ヶ谷東二丁目緑地（鶴ケ谷東二丁目57外）
- 鶴ヶ谷東二丁目公園（鶴ケ谷東二丁目59）
- 山崎西公園（鶴ケ谷東二丁目183-13外）
- 鶴ヶ谷菖蒲沢公園（鶴ケ谷東三丁目32-4）
- 鶴ヶ谷東三丁目公園（鶴ケ谷東三丁目405-24）
- 佐野原公園（鶴ケ谷東四丁目6-46）
- 鶴ヶ谷東四丁目2号公園（鶴ケ谷東四丁目17-10）
- 鶴ヶ谷東四丁目公園（鶴ケ谷東四丁目307）
- 鶴ヶ谷菖蒲沢2号公園（鶴ケ谷東四丁目315-17）

#### 集会所・コミュニティセンター
- 鶴ケ谷東コミュニティ・センター（鶴ケ谷東一丁目1-50）
- 鶴ケ谷南集会所（鶴ケ谷東一丁目9-20）
- 山崎西町内会集会所（鶴ケ谷東一丁目9-21）
- 菖蒲沢町内会集会所（鶴ケ谷東三丁目1）

### 店舗
- ほっともっと 仙台鶴ヶ谷東店（鶴ケ谷東三丁目21-3）
- やまや 東鶴ケ谷店（鶴ケ谷東三丁目21-3）
- まごころ弁当 仙台宮城野店（鶴ケ谷東二丁目24-6-101）

### 寺社
- カトリック鶴ケ谷墓地（鶴ケ谷東一丁目1）
- 耕田寺霊園（鶴ケ谷東二丁目16）
- 志賀神社（鶴ケ谷東四丁目15）

### 名所・スポット
- 志賀神社のいちい（鶴ケ谷東四丁目15） - 仙台市の保存樹木に指定。樹齢約600年[11]。

## 交通

### 鉄道
- 鉄道駅はない。最寄り駅は■東北本線の東仙台駅。

### バス
- 仙台市営バス
  - 鶴ケ谷六丁目北（50/51/53/120/220系統）
- のりあい・つばめ（燕沢乗合交通）
  - ■赤回り
    - 鶴ケ谷七丁目（鶴ケ谷東コミュニティ・センター） - （地区外） - 鶴ケ谷東駐車場前 - 菖蒲沢公園南 - 鶴ケ谷南公園 - 耕田寺霊園前 - つばめ保育園前 - （地区外） - 比丘尼坂上 - （地区外） - つばめ保育園前 - 鶴ケ谷東2丁目 - 山崎西公園北（チョウエイハンズ前） - タウンハウス前 - 菖蒲沢集会所前 - （地区外） - 鶴ケ谷七丁目（鶴ケ谷東コミュニティ・センター）

  - ■青回り
    - 鶴ケ谷七丁目（鶴ケ谷東コミュニティ・センター） - （地区外） - 菖蒲沢集会所前 - タウンハウス前 - 山崎西公園北（チョウエイハンズ前） - 鶴ケ谷東2丁目 - つばめ保育園前 - （地区外） - 比丘尼坂上 - （地区外） - つばめ保育園前 - 耕田寺霊園前 - 鶴ケ谷南公園 - 菖蒲沢公園南 - 鶴ケ谷東駐車場前 - （地区外） - 鶴ケ谷七丁目（鶴ケ谷東コミュニティ・センター）

### 道路

#### 一般国道
- 国道4号（仙台バイパス）